# Italia en los Juegos Paralímpicos de Sídney 2000
Italia estuvo representada en los Juegos Paralímpicos de Sídney 2000 por un total de 67 deportistas, 51 hombres y 16 mujeres.

## Medallistas
El equipo paralímpico italiano obtuvo las siguientes medallas:
| Nombre                                                            | Deporte                    | Evento                                            |
| ----------------------------------------------------------------- | -------------------------- | ------------------------------------------------- |
| Oro                                                               |                            |                                                   |
| Alvise De Vidi                                                    | Atletismo                  | 800 m T51 masculino                               |
| Alvise De Vidi                                                    | Atletismo                  | 1500 m T51 masculino                              |
| Alvise De Vidi                                                    | Atletismo                  | Maratón T51 masculino                             |
| Lorenzo Ricci                                                     | Atletismo                  | 100 m T11 masculino                               |
| Lorenzo Ricci Aldo Manganaro Mauro Porpora Matteo Tassetti        | Atletismo                  | 4 × 100 m T13 masculino                           |
| Pierangelo Vignati                                                | Ciclismo en pista          | Persecución individual LC1 mixto                  |
| Paola Fantato                                                     | Tiro con arco              | Individual W1/W2 femenino                         |
| Paola Fantato Anna Menconi Sandra Truccolo                        | Tiro con arco              | Equipo clase abierta femenino                     |
| Oscar De Pellegrin Salvatore Carrubba Giuseppe Gabelli            | Tiro con arco              | Equipo clase abierta masculino                    |
| Plata                                                             |                            |                                                   |
| Maria Ligorio                                                     | Atletismo                  | 200 m T11 femenino                                |
| Alvise De Vidi                                                    | Atletismo                  | 400 m T51 masculino                               |
| Maurizio Nalin                                                    | Atletismo                  | Peso F57 masculino                                |
| Paolo D'Agostini                                                  | Atletismo                  | Pentatlón P53 masculino                           |
| Silvana Valente                                                   | Ciclismo en pista          | Persecución individual tándem clase abierta mixto |
| Alberto Pellegrini                                                | Esgrima en silla de ruedas | Florete individual A masculino                    |
| Luca Mazzone                                                      | Natación                   | 50 m libre S4 masculino                           |
| Luca Mazzone                                                      | Natación                   | 200 m libre S4 masculino                          |
| Bronce                                                            |                            |                                                   |
| Francesca Porcellato                                              | Atletismo                  | 100 m T53 femenino                                |
| Aldo Manganaro                                                    | Atletismo                  | 100 m T13 masculino                               |
| Alvise De Vidi                                                    | Atletismo                  | 200 m T51 masculino                               |
| Carlo Durante                                                     | Atletismo                  | Maratón T11 masculino                             |
| Claudio Costa                                                     | Ciclismo en pista          | Velocidad tándem clase abierta mixto              |
| Silvana Valente                                                   | Ciclismo en pista          | 1 km contrarreloj tándem clase abierta mixto      |
| Silvana Valente                                                   | Ciclismo en ruta           | Ruta tándem clase abierta mixto                   |
| Alberto Pellegrini                                                | Esgrima en silla de ruedas | Espada individual A masculino                     |
| Soriano Ceccanti Gerardo Mari Alberto Pellegrini Alberto Serafini | Esgrima en silla de ruedas | Florete por equipos masculino                     |
| Oscar De Pellegrin                                                | Tiro con arco              | Individual W2 masculino                           |